# 酒井忠儔
酒井 忠儔（さかい ただとも）は、江戸時代中期の上野国伊勢崎藩の世嗣。官位は従五位下・近江守。

## 略歴
正徳5年（1715年）、伊勢崎藩2代藩主・酒井忠告の長男として誕生。母は牧野英成の娘。正室は三浦義理の娘。子は酒井忠増、酒井忠告養女（酒井忠温正室）。
享保13年（1728年）徳川吉宗に初御目見したが、叙任したのは延享4年（1747年）だった。就封前の寛延3年（1750年）に死去した。このため、雅楽頭系酒井家本家から忠温が父・忠告の養子となって伊勢崎藩嫡子の座に就き、忠儔の娘を正室に迎えた。